# Regum et imperatorum apophthegmata
I Regum et imperatorum apophthegmata ("Detti di re e condottieri") sono una raccolta di aneddoti di Plutarco, compresa nei suoi Moralia.

## Struttura
L'opuscolo Regum et imperatorum apophthegmata è al numero 108 del Catalogo di Lampria, con il titolo Ἀποφθέγματα ἡγεμονικά, στρατηγικά, τυραννικά. 
Plutarco lo dedica a Traiano, affermando che vuole dare la possibilità a coloro che, come l’imperatore, sono gravati da molte incombenze, per poter conoscere, mediante la lettura di brevi aneddoti, i tratti della personalità di insigni uomini del passato. L’intenzione dell’autore non è, però, solo quella di offrire ai lettori svago e piacevole lettura; gli aneddoti, infatti, possono risultare utili per osservare i propositi e le idee che hanno indotto all’azione i protagonisti della storia. 
L'opera, quindi, dividendosi in sezioni, offre una lunga serie di aneddoti, oltre cinquecento, ricondotti a svariati personaggi del mondo orientale, greco e romano, che hanno rivestito la carica di re, condottiero o tiranno. Più in dettaglio:
Gli aneddoti si ritrovano in molte altre opere di Plutarco, sia nelle Vite che nei Moralia, anche se qui sono introdotti semplicemente dal nome del personaggio e non sempre presentano connessioni logiche e di contenuto tra loro.